# Processus spinosus vertebrae

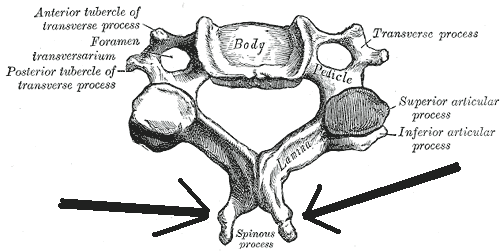
Egy nyaki csigolya (a nyíl mutatja a nyúlványt)

A tövisnyúlvány vagy processus spinosus vertebrae a csigolya része, mely a lamina arcus vertebrae után következik. Izmoknak és szalagoknak biztosít tapadási helyet.